# Гутовський Григорій Іванович
Григорій Іванович Гутовський (8 січня 1930, селище Ханженково, тепер у складі міста Макіївки Донецької області — 13 січня 1993 Кривий Ріг) — державний і партійний діяч, голова Криворізького міськвиконкому в 1979—1992 роках. Депутат Верховної Ради УРСР 10—11-го скликань. Член Президії Верховної Ради Української РСР 10—11-го скликань.

## Біографія
Народився 8 січня 1930 року в селищі Ханженкове на Донеччині, в родині робітника.
Закінчив Тернопільське фінансово-економічне училище.
У 1948 році — бухгалтер ощадної каси у місті Чорткові, нормувальник «Заготзерно» в місті Бережани Тернопільської області.
З 1948 році — завідувач організаційного відділу Бережанського районного комітету ЛКСМУ Тернопільської області. У 1949 році — інструктор районної газети «Червоні Бережани».
У 1950—1953 роках служив у Радянській армії в танкових військах Прибалтійського військового округу.
У 1953—1954 року — старший бухгалтер Центрального ринку в місті Кривому Розі Дніпропетровської області.
Член КПРС з 1954 року.
У 1954—1955 роках — завідувач сектору, у 1955—1956 роках — 2-й секретар Центрально-Міського районного комітету ЛКСМУ міста Кривого Рогу.
У 1958—1960 роках — заступник голови артілей «Хімпром» міста Кривого Рогу.
У 1960—1963 роках — інструктор організаційного відділу Криворізького міського комітету КПУ Дніпропетровської області.
У 1962 році закінчив фізико-математичний факультет Криворізького державного педагогічного інституту.
У 1963—1966 роках — секретар партійного комітету тресту «Криворіжжитлобуд» Дніпропетровської області.
У 1966—1969 роках — 2-й секретар Інгулецького районного комітету КПУ міста Кривого Рогу.
У 1967 році закінчив Криворізький гірничорудний інститут.
У 1969—1973 роках — 1-й секретар Тернівського районного комітету КПУ міста Кривого Рогу.
У 1973—1979 роках — 2-й секретар Криворізького міського комітету КПУ Дніпропетровської області.
У 1979—1992 роках — голова виконавчого комітету Криворізької міської ради народних депутатів Дніпропетровської області.
У 1992—1993 роках — голова Криворізького міського відділення Пенсійного фонду України.
За його ініціативи впроваджувались в життя проекти по розбудові міста. Активно сприяв розвитку Криворізького швидкісного трамваю.
Помер 14 січня 1993 року.

## Вшанування пам'яті
У січні 1999-го було відкрито меморіальну дошку на будинку, де він жив. В квітні 2000 року рішенням XIV сесії Криворізької міської ради XXIII скликання Г. І. Гутовському було посмертно присвоєно звання почесного громадянина Кривого Рогу. На його честь у місті є алея Гутовського. Його ім'ям названо:
- вулиця на мікрорайоні Східний-2;
- станція швидкісного трамваю (з 2016 року - перейменована на Сонячну)[3].

Щороку найкращі студенти Кривого Рогу відзначаються премією Гутовського.

## Нагороди
- два ордени Трудового Червоного Прапора
- два ордени Знак Пошани
- медалі